# うらしま
うらしまは海洋研究開発機構が運用している深海巡航自律型無人潜水機(AUV)である。命名は、海底にある龍宮城へ行ったという日本の伝説浦島太郎にちなむ。

## 開発経緯
地球温暖化の原因究明には北極海の海洋データの取得・解析が不可欠である一方、容易に近づくこと が困難であった。この北極海の調査を有効に行う手段として長距離航行可能な巡航型の自律型無人潜水機の開発が望まれ、北極海の海氷下を自律航行できるAUV開発のための試験機として、1998年に開発が着手された。 
2000年にリチウムイオン電池を動力源とした状態で納入されたが、その後航続距離延伸を目的として動力源を燃料電池に換装する工事が2002年に完了した。
2003年、燃料電池搭載の無人探査機として、世界で初めて水深300メートルの潜航に成功。最大潜航深度1,507メートル、連続航続距離30キロメートル、潜航時間7時間を記録した。 2005年、駿河湾の水深800メートルで、56時間、317キロメートルの連続長距離航走に成功した。
2009年、実用機として完成し、公募対象探査機として深海探査研究に利用開始された。この時点での最大潜航深度は3,500メートルであったが、これでは排他的経済水域（EEZ）の45パーセントしか調査できなかった。
2022年に改造工事を開始し、より強い水圧に耐えられるよう船体内部の重要機器を収める耐圧容器をアルミ製からチタン製に変更するなどした。2025年5月、海洋研究開発機構は、深さ8,000メートルまで潜れるよう改造した無人深海探査機「うらしま8000」を報道陣に公開した。EEZの98パーセントを調査でき、海底資源の探査や、海溝沿いで起きる地震の研究での活用が期待されている。うらしま8000を開発した背景には、深海探査が科学研究や資源開発などで重要性が増す一方、有人深海探査艇しんかい6500の老朽化が進み、日本が自国の海域を十分に把握できない状況に対する危機感があるとされる。ただ、うらしま8000は試料採取はできないため、有人機や遠隔操作型ロボット（ROV）と組み合わせる必要がある。
2025年7月21日、うらしま8000が伊豆・小笠原海溝での試験航海で水深8,015・8メートルに到達した。国内で開発したAUVとしては、最も深い記録となる。

## システム構成
調査機器として、自動多点採水装置、CTDOセンサー、低照度デジタルカメラ、サイドスキャンソーナー、サブボトムプロファイラ、マルチビーム測深機などを装備する。

## 諸元
- 全長：10.7m[8]
- 全幅：1.3m[8]
- 高さ：1.5m[8]
- 水中最大重量：7トン[8]
- 最大深度：3,500m[2][9]（当初）/8,000m[8]（改造工事後）
- 航続距離：約300km[9]
- 水中速度（巡航）：3ノット[9]
- 水中速度（最大）：4ノット
- 動力源：リチウムイオン二次電池＋閉鎖式燃料電池
- 航行方式：コンピュータ制御による全自動航行[9]